# Johan Granath
Karl Johan Granath (Köping, 4 maart 1950) is een voormalig Zweeds schaatser. Hij was specialist op de sprintafstanden.
Granath deed mee aan de Winterspelen van 1972, van 1976 en die van 1980, maar kwam hier niet verder dan twee dertiende plaatsen in 1976. Op de Wereldkampioenschappen schaatsen sprint 1976 en Wereldkampioenschappen schaatsen sprint 1978 behaalde hij respectievelijk goud en brons in het eindklassement.
In 1984 werd hij voor 15 maanden geschorst wegens het gebruik van anabole steroïden. Hij besloot te stoppen met zijn topsportcarrière.

## Records

### Persoonlijke records
| Afstand      | Tijd     | Datum            | Baan       |
| ------------ | -------- | ---------------- | ---------- |
| 500 meter    | 38,11    | 5 april 1978     | Medeo      |
| 1000 meter   | 1.15,89  | 20 januari 1980  | Davos      |
| 1500 meter   | 2.01,59  | 19 januari 1980  | Davos      |
| 3000 meter   | 4.29,81  | 18 december 1982 | Eskilstuna |
| 5000 meter   | 7.42,75  | 26 februari 1982 | Karlstad   |
| 10.000 meter | 16.14,07 | 27 februari 1982 | Karlstad   |

### Wereldrecords laaglandbaan (officieus)
| Nr. | Afstand    | Tijd   | Datum        | Baan     |
| --- | ---------- | ------ | ------------ | -------- |
| 1.  | 1000 meter | 1.19,8 | 3 maart 1971 | Notodden |

## Resultaten
| Jaar | Olympische Spelen  | WK Sprint |
| ---- | ------------------ | --------- |
| 1971 |                    | 7e        |
| 1972 | 16e 500m 16e 1500m | 8e        |
| 1973 |                    | 6e        |
| 1974 |                    | 7e        |
| 1975 |                    | 5e        |
| 1976 | 13e 500m 13e 1000m | Goud      |
| 1977 |                    |           |
| 1978 |                    | Brons     |
| 1979 |                    | 14e       |
| 1980 | 36e 500m NF 1000m  | 10e       |
| 1981 |                    | 10e       |
| 1982 |                    | 31e       |
| 1983 |                    | 19e       |

NF = niet gefinisht

### Medaillespiegel
| kampioenschap | Goud | Zilver | Brons |
| ------------- | ---- | ------ | ----- |
| WK Sprint     | 1    | 0      | 1     |